# Laetitia Valdonado
Laetitia Valdonado (née le 4 août 1977 à Pau) est une athlète française, spécialiste des courses de demi-fond.

## Biographie
Elle remporte cinq titres de championne de France du 800 mètres : un en plein air en 2000, et quatre en salle en 2001, 2004, 2005 et 2006.
En 2005, elle s'adjuge la médaille d'or du 800 m et la médaille d'argent du relais 4 x 400 m lors des Jeux méditerranéens d'Almería.

## Palmarès

### International
| Date | Compétition                   | Lieu     | Résultat | Épreuve   | Performance   |
| ---- | ----------------------------- | -------- | -------- | --------- | ------------- |
| 1999 | Championnats d'Europe espoirs | Göteborg | 3e       | 800 m     | 2 min 04 s 20 |
| 2005 | Jeux méditerranéens           | Almería  | 1re      | 800 m     | 2 min 01 s 71 |
| 2005 | Jeux méditerranéens           | Almería  | 2e       | 4 x 400 m | 3 min 31 s 86 |

### National
- Championnats de France d'athlétisme :
  - vainqueur du 800 m en 2000
- Championnats de France d'athlétisme en salle :
  - vainqueur du 800 m en 2001, 2004, 2005 et 2006

## Records
| Épreuve | Performance   | Lieu           | Date            |
| ------- | ------------- | -------------- | --------------- |
| 800 m   | 1 min 59 s 35 | Heusden-Zolder | 31 juillet 2004 |